# Whiteface Mountain
Pour les articles homonymes, voir Whiteface.
Whiteface Mountain est le cinquième plus haut sommet de l'État de New York et l'un des plus hauts sommets des Adirondacks. 
Cette montagne est notamment connue pour avoir abrité les épreuves de ski alpin lors des Jeux olympiques d'hiver de 1980 qui se sont déroulés à Lake Placid. Whiteface Mountain est aussi l'un des 46 Adirondack High Peaks.